# كاترينا دالاكا
كاترينا دالاكا (باليونانية: Κατερίνα Δαλάκα ، ولدت في 20 أغسطس 1992 ، في ميونيخ ، ألمانيا) هي لاعبة حواجز يونانية. مع أصول من كاتريني ، التي تمثل حاليًا A.E.K. ، فازت بميداليات ذهبية في ألعاب بانهلينيك وألعاب البلقان في 400 م حواجز وكذلك في 100 م و 200 م وتتابع 100 م وتتابع 400 م.